# Kąty Wrocławskie (gmina)
Kąty Wrocławskie – gmina miejsko-wiejska w województwie dolnośląskim, w powiecie wrocławskim, na południowy zachód od Wrocławia. Przylega bezpośrednio do międzynarodowego portu lotniczego Wrocław-Strachowice. Gmina leży na Nizinie Śląskiej, we wschodniej części Równiny Wrocławskiej, w strefie najbardziej urodzajnych gleb na terenie Dolnego Śląska. Przez centralną część gminy przebiega autostrada A4.
W latach 1975–1998 gmina położona była w województwie wrocławskim.
Siedziba gminy to miasto Kąty Wrocławskie.
Według danych z 31 grudnia 2008 r. gminę zamieszkiwało 18 791 osób. Natomiast według danych z 30 czerwca 2020 roku gminę zamieszkiwało 25 614 osób.

## Struktura powierzchni
Według danych z roku 2006 gmina Kąty Wrocławskie ma obszar 176,66 km², w tym:
- użytki rolne: 86%
- użytki leśne: 7%

Gmina stanowi 15,81% powierzchni powiatu.

## Demografia
Dane z 31 grudnia 2007:
| Opis                              | Ogółem | Ogółem | Kobiety | Kobiety | Mężczyźni | Mężczyźni |
| --------------------------------- | ------ | ------ | ------- | ------- | --------- | --------- |
| jednostka                         | osób   | %      | osób    | %       | osób      | %         |
| populacja                         | 18 430 | 100    | 9349    | 50,7    | 9081      | 49,3      |
| gęstość zaludnienia (mieszk./km²) | 104,3  | 104,3  | 52,9    | 52,9    | 51,4      | 51,4      |

W roku 2006 średni dochód na mieszkańca wynosił 2834,88 zł.

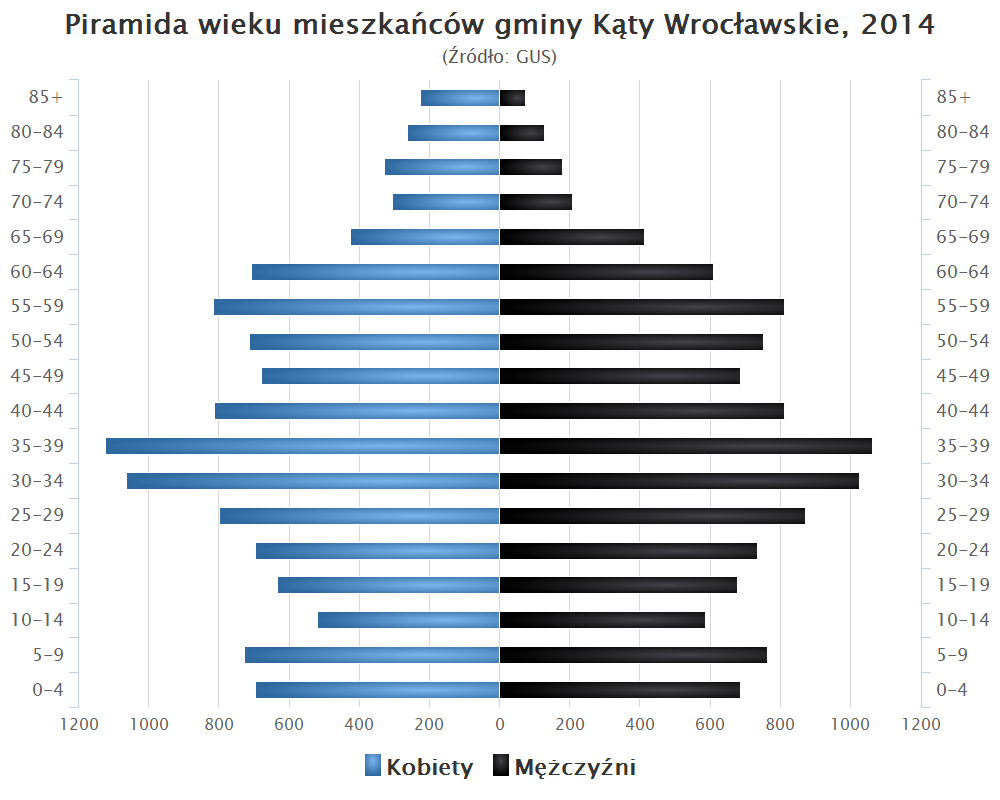
Piramida wieku mieszkańców gminy Kąty Wrocławskie w 2014 roku

## Edukacja
Według informacji o stanie realizacji zadań oświatowych Gmina Kąty Wrocławskie

### Przedszkola
- Publiczne Przedszkole w Kątach Wrocławskich[7]
- Przedszkole w ZSP w Krzeptowie
- Przedszkole w ZSP w Smolcu
- Przedszkole w ZSP w Sadkowie
- Niepubliczne przedszkole Międzynarodowa Akademia Montessori w Mokronosie Górnym[8]
- Niepubliczne Przedszkole Zgromadzenia Sióstr Św. Elżbiety w Kątach Wrocławskich
- Niepubliczne Przedszkole Językowe Europejska Akademia Dziecka w Smolcu
- Niepubliczne Przedszkole Junior w Kątach Wrocławskich
- Niepubliczne Przedszkole Ziarenko Happy Home w Zabrodziu
- Niepubliczne Przedszkole Fabryka Talentów w Krzeptowie

### Szkolnictwo podstawowe
- Szkoła Podstawowa nr 1 im. Kardynała Bolesława Kominka w Kątach Wrocławskich[9]
- Szkoła Podstawowa nr 2 w Kątach Wrocławskich[10]
- Szkoła Podstawowa w Gniechowicach
- Szkoła Podstawowa w Krzeptowie
- Szkoła Podstawowa w Małkowicach
- Szkoła Podstawowa w Sadkowie
- Szkoła Podstawowa w Smolcu
- Niepubliczna Szkoła Międzynarodowa Akademia Montessori w Mokronosie Górnym
- Niepubliczna Szkoła Podstawowa w Zachowicach

## Sąsiednie gminy
Kobierzyce, Kostomłoty, Mietków, Miękinia, Sobótka, Wrocław